# Passintinga
Passintinga ou Passebtenga est une commune rurale située dans le département de Guiba de la province du Zoundwéogo dans la région Centre-Sud au Burkina Faso.

## Géographie
Passintinga est localisé à moins de 1 km au nord-ouest de Guiba – formant un ensemble – et à 14 km au nord-ouest du centre de Manga. Le village est traversé par la route nationale 17.

## Économie
Passintinga bénéficie de sa localisation à la jonction de la RN 17 et de la RN 29 pour les échanges marchands dans la région à travers l'activité de son marché.

## Santé et éducation
Le centre de soins le plus proche de Passintinga est le centre de santé et de promotion sociale (CSPS) de Guiba tandis que le centre médical (CMA) le plus proche se trouve à Manga.